# Apolemichthys trimaculatus
Poisson-ange à trois taches
Espèce
Synonymes
- Holacanthus trimaculatus Cuvier, 1831

Statut de conservation UICN

 LC  : Préoccupation mineure
Poisson-ange à trois taches (Apolemichthys trimaculatus) est une espèce de poissons osseux de la famille des Pomacanthidés. Présent dans les récifs coralliens de l'Indo-Pacifique, il peut atteindre 25 cm. Il se nourrit principalement d'éponges et de tuniciers.